# Deppea cornifolia
Deppea cornifolia là một loài thực vật có hoa trong họ Thiến thảo. Loài này được (Benth.) Benth. mô tả khoa học đầu tiên năm 1857.